# Броль-Лютцинг
Броль-Лютцинг (нем. Brohl-Lützing) — община в Германии, в земле Рейнланд-Пфальц.
Входит в состав района Арвайлер. Подчиняется управлению Бад Брайзиг. Население составляет 2527 человек (на 31 декабря 2010 года). Занимает площадь 9,23 км².